# Sexualangst
Sexualangst oder Genophobie bezeichnet im weitesten Sinne die Angst vor Intimität und Sexualität. Sie ist individuell unterschiedlich stark ausgeprägt und kann bis zur völligen Ablehnung körperlicher Nähe reichen.

## Psychoanalyse
Sigmund Freud ging davon aus, dass sexuelle Probleme, so auch die Sexualangst, durch Erlebnisse in den psychosexuellen Phasen der Kindheit entstanden. Zeuge werden der elterlichen geschlechtlichen Vereinigung, der sogenannten Urszene, aber auch nicht angemessene Reaktionen auf die kindliche Sexualität im Sinne von Triebunterdrückung seien dabei besonders pathogen. Ebenfalls stelle die Überwindung des Ödipuskomplexes einen wesentlichen Faktor für die gesunde, angstfreie Sexualentwicklung dar. Eine puritanische, körperfeindliche Sexualmoral mit (unterschwelligen) Verboten und Äußerungen wie: Das tut man nicht oder Das ist eine Sünde oder auch Du bist ein Verlierer, aber ebenso eine übersexualisierte Kindheit, machten im späteren Leben eher geneigt, sexuelle Ängste, Störungen und Beziehungsprobleme zu entwickeln. Nach dem Freud-Nachfolger Erik Erikson sei entscheidend, ob der Mensch in der kritischen frühkindlichen Phase Urvertrauen aufbauen konnte oder ob er aufgrund emotionaler Mangelerfahrungen nicht vertrauen kann und zu wahrer Intimität nicht fähig ist.
Harry Stack Sullivan betont, dass bestimmte Verhaltensweisen von wichtigen Bezugspersonen die spätere Sexualität prägen. Eine ablehnende und negative Haltung der Intimität gegenüber – durch Elternteile etwa – führe so zu Konflikten und Ängsten im Sexualleben.
Wie groß die Anzahl der Fälle ist, die sich durch Sozialisation oder traumatische Erfahrungen (sexueller Missbrauch, Vergewaltigung u. a.) erklären lassen, ist noch offen, zumal viele bzw. die meisten Opfer sich später nicht bewusst an diese schwerwiegende Traumatisierung erinnern können und sie deswegen auch nicht als Ursache ihrer Probleme benennen. Fehlende oder liberalisierte Sexualerziehung haben sich als untauglich erwiesen, derartige Ängste nicht aufkommen zu lassen. Deshalb kann davon ausgegangen werden, dass dieser Form der Angst eine natürliche Schutzfunktion zukommt, die beispielsweise vor der Verletzung der emotionalen Integrität bewahren soll.

## Psychotherapie
Angst auf dem Gebiet der Sexualität muss zunächst abgegrenzt werden von normaler Ängstlichkeit, die ein allgemeinmenschliches Merkmal ist. Sie kann allerdings das Ausmaß einer psychischen Störung erreichen. Wenn eine therapeutische Hilfe aufgesucht wird, erfolgt zunächst diese Abklärung. Liegt tatsächlich eine Störung vor, stehen verschiedene Therapieformen für die Behandlung zur Verfügung (Gesprächspsychotherapie, Verhaltenstherapie oder tiefenpsychologisch fundierte Methoden).

## Sexualmedizin
In der Sexualmedizin spielt die Sexualangst bei sexuellen Dysfunktionen eine Rolle.
Der sexuelle Reaktionszyklus des Menschen besteht nach Masters und Johnson hauptsächlich aus drei differenzierbaren, aber ineinandergreifenden Phasen, die jede für sich gestört oder blockiert sein können:
- Phase der Erregbarkeit,
- Phase der Erregung (Plateauphase),
- Phase des Orgasmus.

Sexuelles Verlangen motiviert den Menschen zu sexuellen Handlungen. Ist der Gedanke daran jedoch von Angst oder Schmerz besetzt, liegt ein gestörtes sexuelles Verlangen vor. Dies kann auch zu Feindschaft gegenüber dem Partner führen. 
Eine während des Geschlechtsverkehrs aufkommende, wie auch immer geartete Angst kann zu zeitweiliger Impotenz führen.
Zudem gibt es Symptome der Orgasmus-Störung und/oder der verzögerten, aber auch der vorzeitigen Ejakulation.

## Behandlung
Aufklärung seitens des Arztes oder des Psychologen bezüglich Ursachen und Verbreitung sind zur Überwindung der Sexualangst ebenso hilfreich wie ein Vertrauensverhältnis zum Partner. Die Sexualangst verliert für den Menschen in der Regel an Bedeutung, wenn die sexuellen Erfahrungen dergestalt sind, dass der Gewinn an Lebensfreude durch Sexualität schwerer wiegt als der Verzicht darauf.
Probate Hausmittel, die eigene Sexualangst zu manipulieren, erweisen sich als zweischneidig. So suchen junge Männer kulturübergreifend oft Prostituierte oder vergleichbare Frauen auf, um erste sexuelle Erfahrungen zu machen. Auch Frauen sind nicht selten bei in entsprechendem Ruf stehenden Männern bereit, ihre Hemmungen zu vergessen. Diesem vorausgegangen war nicht selten der Entschluss zu einer emotionalen Selbstvergewaltigung, bei der sich der Mensch zu einem Handeln gezwungen sieht, hinter dem er gefühlsmäßig eigentlich nicht steht.